# سيزار غاندارا
سيزار غاندارا (بالإسبانية: César Gándara)‏ هو كاتب مكسيكي، ولد في 1971.